# (500221) 2012 HS64
(500221) 2012 HS64 es un asteroide perteneciente al cinturón de asteroides, descubierto el 28 de marzo de 2012 por el equipo del Spacewatch desde el Observatorio Nacional de Kitt Peak, Arizona, Estados Unidos.

## Designación y nombre
Designado provisionalmente como 2012 HS64.

## Características orbitales
2012 HS64 está situado a una distancia media del Sol de 2,665 ua, pudiendo alejarse hasta 2,943 ua y acercarse hasta 2,386 ua. Su excentricidad es 0,104 y la inclinación orbital 13,38 grados. Emplea 1589,30 días en completar una órbita alrededor del Sol.

## Características físicas
La magnitud absoluta de 2012 HS64 es 17,3.